# PopCap Games
PopCap Games — американская компания-разработчик и издатель казуальных компьютерных игр. Расположена в Сиэтле, штат Вашингтон, США. Основана в 2000 году Джоном Вечи, Брайаном Файти и Джейсоном Капалкой. На данный момент в этой компании работает более 400 человек. Основной формой распространения игр компании является цифровая дистрибуция по модели «попробуй и купи», позволяющая попробовать игру перед покупкой.
Первая игра компании, Bejeweled, была продана общим тиражом более 25 миллионов. Игры компании выходят на различных платформах, включая веб-приложения, компьютеры, игровые консоли и мобильные устройства. Среди этих платформ — PC, Mac, Xbox, Xbox 360, PlayStation 3, iPod classic, iPhone/iPod Touch, Android и другие.
11 сентября 2007 года PopCap Games под патронажем Valve выпустила бесплатную промо-версию Peggle — Peggle Extreme на тему игр из The Orange Box.

## Награды
Согласно информации на официальном сайте компании, она получила минимум 25 наград индустрии, включая статус Hall of Fame в Computer Gaming World для игры Bejeweled.

## PopCap Games Framework
Компания опубликовала в свободном доступе используемый в её играх «движок» под названием PopCap Games Framework (также известен как SexyApp Framework). Движок представляет собой набор программных библиотек, написанных на языке C++, позволяющий быстро разрабатывать игры «в стиле PopCap» для Microsoft Windows. Он является частью программы по сотрудничеству с внешними разработчиками, предлагающей им услуги по изданию игр.